# Thalerastria erythra
Thalerastria erythra là một loài bướm đêm trong họ Noctuidae.